# Véronique Guyon
Pour les articles homonymes, voir Guyon.
Véronique Guyon est un entraîneur français de patinage artistique. Elle est surtout connue pour avoir été l'entraîneur du champion du monde Brian Joubert.

## Biographie
Véronique Guyon est entraîneur de patinage artistique. Elle est diplômée d'État du deuxième degré de ce sport. Elle a été récompensée par la FFSG (Fédération française des sports de glace) en tant que "meilleur entraîneur-développement patinage 2002". Elle travaille au sein du Stade Poitevin Club de Glace, le club de patinage de la ville de Poitiers.
Elle a travaillé à plusieurs reprises avec le champion du monde français Brian Joubert sur la glace de la patinoire de Poitiers. Elle l'a d'abord formé toute son enfance jusqu'en octobre 2003, puis a retravaillé avec lui à 3 reprises (de janvier à juin 2005, de septembre 2010 à juillet 2012 et de septembre 2013 à février 2014).